# La Fée des grèves
La Fée des grèves è un cortometraggio muto del 1909 diretto da Louis Feuillade.

## Produzione
Il film fu prodotto dalla Société des Etablissements L. Gaumont

## Distribuzione
Distribuito dalla Gaumont International, uscì nelle sale cinematografiche francesi nel 1909.
È conosciuto anche con il titolo internazionale The Fairy of the Surf. Nel 2008, il film è stato distribuito in DVD dalla Gaumont/Columbia TriStar Home Video (GCTHV). Negli Stati Uniti, la versione dvd è uscita il 1º settembre 2009 distribuita dalla Kino Video.